# Ян з Хоментова
Ян з Хоментова, іноді Ян з Хомонтова гербу Окша — шляхтич, урядник в Українських землях Королівства Польського. Посади: львівський земський суддя (1518-1525), львівський гродський суддя (1520-1525).
Фундатор римо-католицької парафії у Малехові, який мав магдебурзьке право з 30 вересня 1419 року.